# Polymetal International
Polymetal International plc er et britisk-russisk multinationalt ædelmetalmineselskab, der er registreret på Jersey, og som har centrale aktiver i Sankt Petersborg. Den er børsnoteret på London Stock Exchange og Moscow Exchange. Ædelmetallerne der produceres omfatter guld, sølv og kobber.
Polymetal Group blev etableret i 1998 i Saint Petersburg af Alexander Nesis fra ICT Group, der sidenhen har opbygget en portefølje af ædelmetalminer i Rusland, Kasakhstan og Armenien.